# Microtegeus quadristriatus
Microtegeus quadristriatus är en kvalsterart som beskrevs av Sandór Mahunka 1984. Microtegeus quadristriatus ingår i släktet Microtegeus och familjen Microtegeidae. Inga underarter finns listade i Catalogue of Life.